# Kämpetorpsskolan

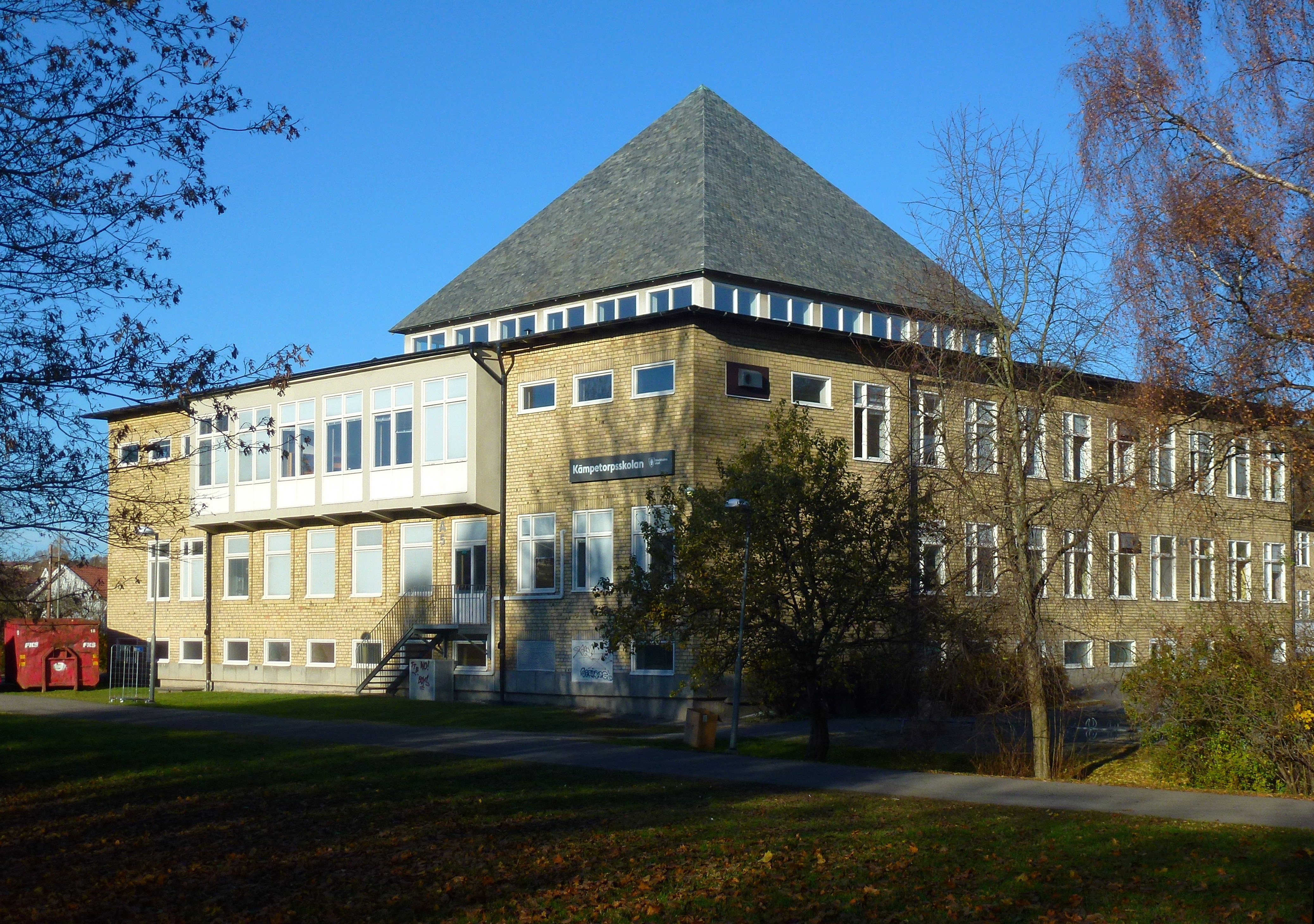
Kämpetorpsskolan före om- och tillbyggnad i november 2015.

Kämpetorpsskolan (ursprungligen kallad Folkskola i södra Solberga) är en kommunal grundskola vid Kedjevägen 57 i Solberga, Stockholms kommun. Skolan uppfördes i etapper under åren 1952 till 1969 och ritades av arkitekt Paul Hedqvist. Bebyggelsen är "grönklassad" av Stockholms stadsmuseum, vilket betyder att den är särskilt värdefull från historisk, kulturhistorisk, miljömässig eller konstnärlig synpunkt.
Det fanns tidigare en simbassäng i skolans källare.

## Historik

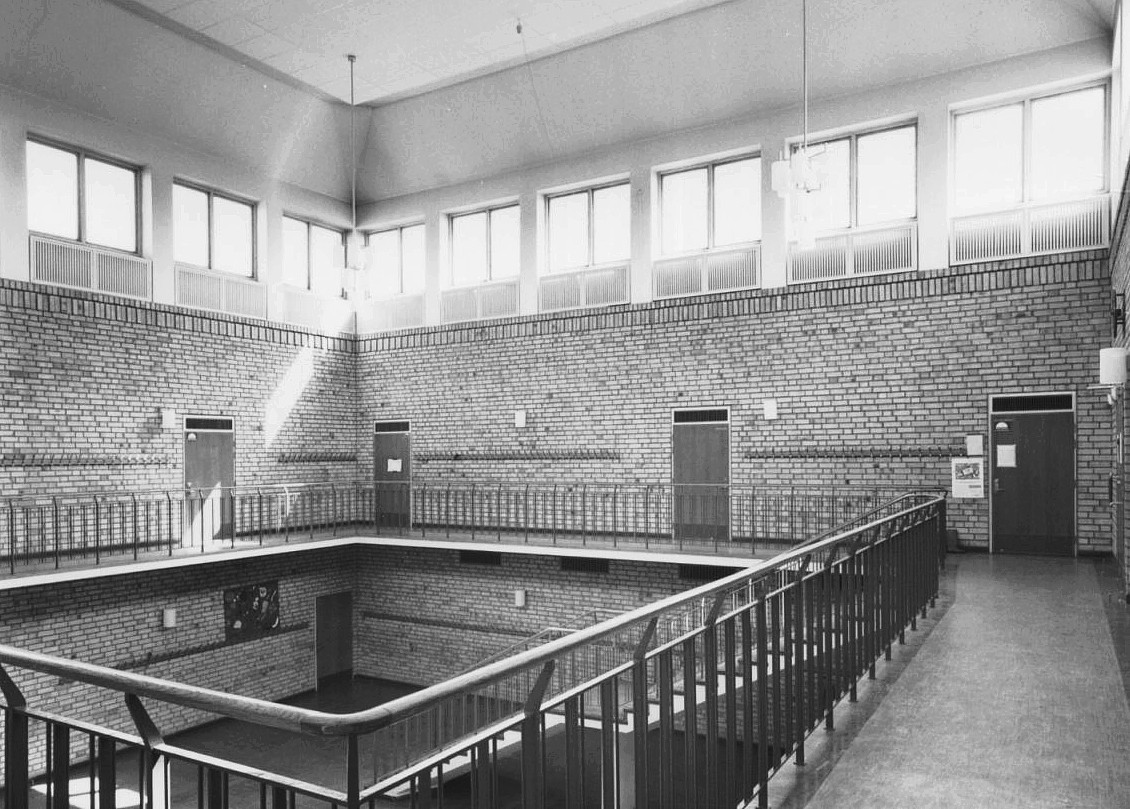
Kämpetorpsskolan, ljushall.

Skolans namn härrör från 1600-talstorpet Kämpetorp som låg under Västberga gård och fanns fram till 1940-talet vid Södertäljevägen, knappt 700 meter nordväst om skolan.
Skolan började planeras i slutet av 1940-talet och i stadsplanen från juni 1948 avsattes ett område vid Älvsjövägen för ”allmänt ändamål” (en framtida skola). Arkitektuppdraget gick till Paul Hedqvist som var en ofta anlitad skolarkitekt. Anläggningen bestod ursprungligen av två klassrumslängor med två våningar som hoplänkades med en väderskyddad förbindelsegång. Mot sydväst sammanbyggdes den norra längan med en kvadratisk hallbyggnad på 2½ plan som vänder sin huvudfasad mot Älvsjövägen. Dessutom fanns en vaktmästarbostad. 
Hallbyggnaden kröns av en hög, pyramidformad lanternin. Fasaden mot Älvsjövägen accentueras av ett långsträckt burspråk med  sex fönster. Till fasadmaterial för samtliga byggnader valde Hedqvist gult tegel, ett material som han gärna använde på 1940-talet och början av 1950-talet. I början av 1990-talet uppfördes även några skolpaviljonger.

## Verksamhet

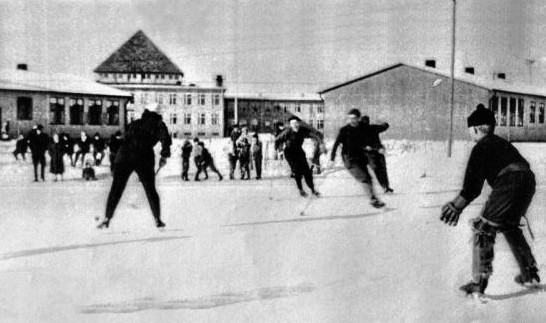
Bandymatch på skolgården mellan elever och personal, 1957.

Kämpetorpsskolan har cirka 300 elever från förskoleklass till årskurs 9. Det finns planer på en renovering och en utbyggnad av skolan för drygt 700 elever till en F-9-skola. Bland annat skall en ny idrottshall uppföras och en ny klassrumslänga planeras parallellt med Älvsjövägen och kopplas till den befintliga hallbyggnaden. Skolverksamheten är för närvarande (2015) flyttad till Solbergaskolan, Lerkrogsvägen 28. Enligt den ursprungliga planen skulle om- och tillbyggnaden stå färdig 2018 men blev försenat på grund av att skolan under en tid användes som flyktingförläggning.

## Tillbyggnad
Torsdag den 23 mars 2018 togs det första spadtaget av skolborgarrådet Olle Burell för en ny annexbyggnad med 6 500 m². Beställare var SISAB och arkitekt NIRAS Arkitekter. Skolhuset uppfördes som totalentreprenad av PEAB. Ordervärdet beräknades till 262 miljoner kronor. Den 7 februari 2020 invigdes om- och tillbyggnaden. I projektet ingick även en ny fristående matsalsbyggnad, en förskola och en ny idrottsplats med två fullstora idrottshallar, kallade Kämpetorpshallarna, samt en konstgräsplan. Efter om- och tillbyggnaden av Kämpetorpsskolan finns nu plats för 1 100 barn.

## Bilder

Kämpetorpsskolan efter om- och tillbyggnad
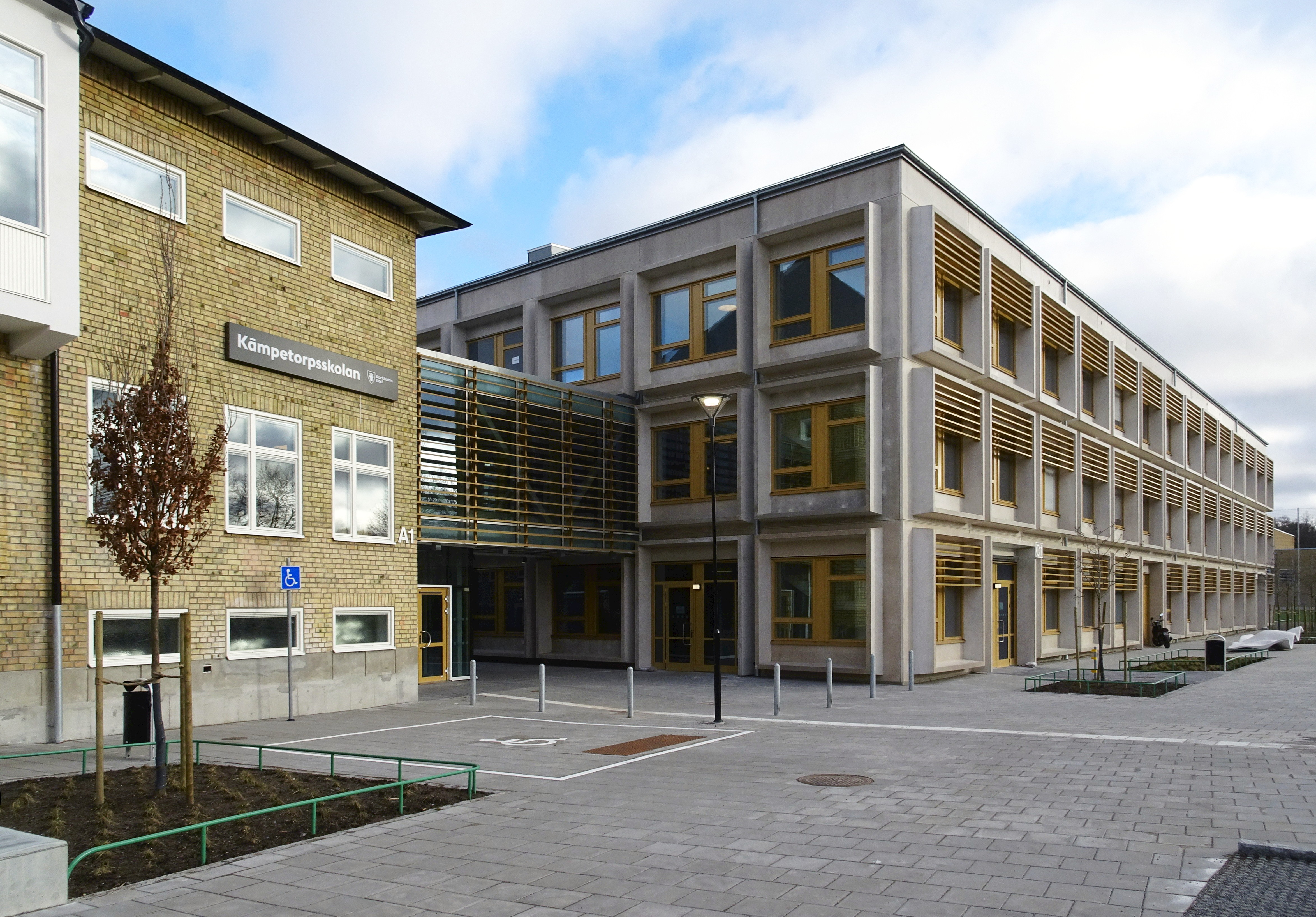
Kämpetorpsskolan, hus A och C
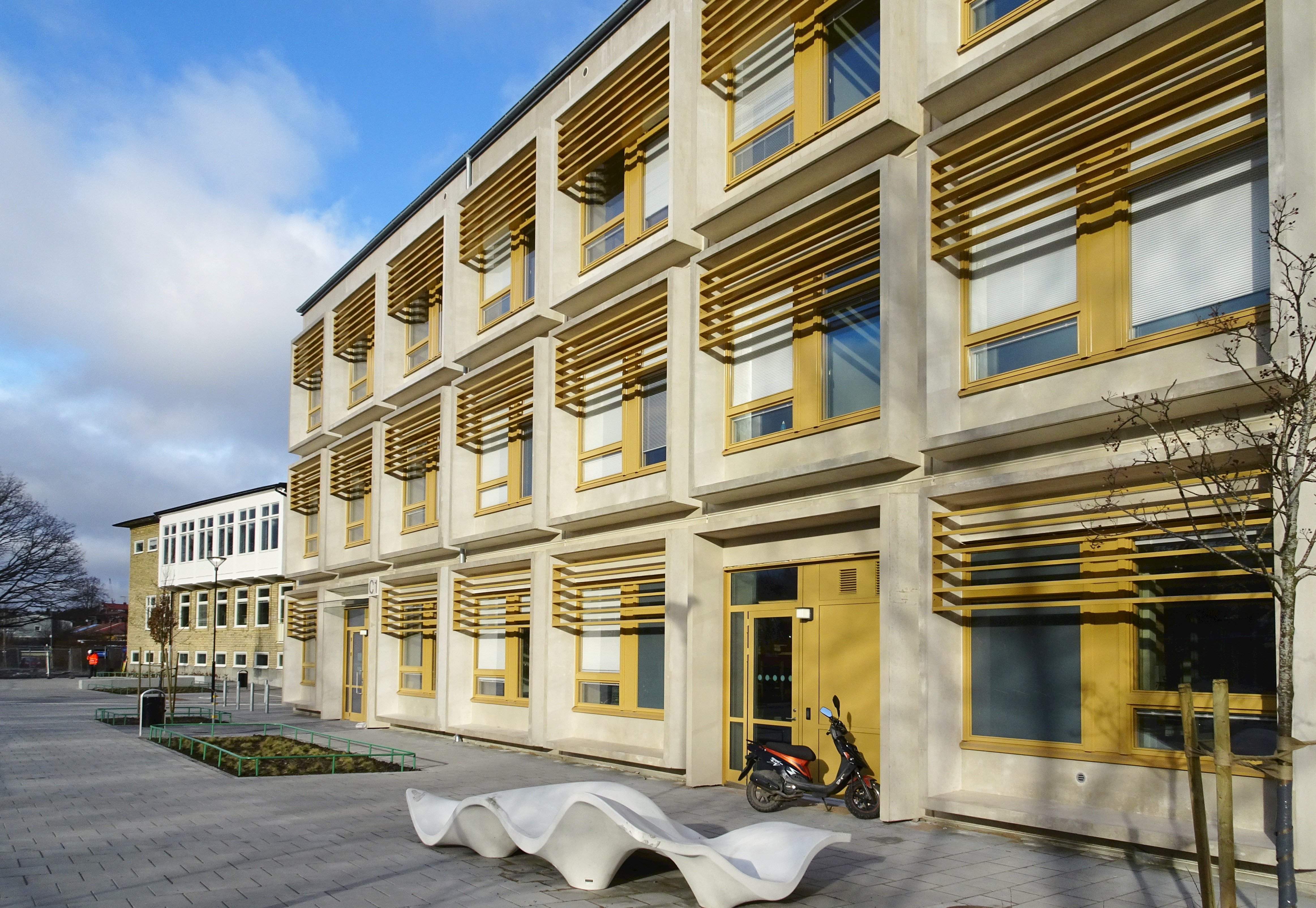
Kämpetorpsskolan, hus C
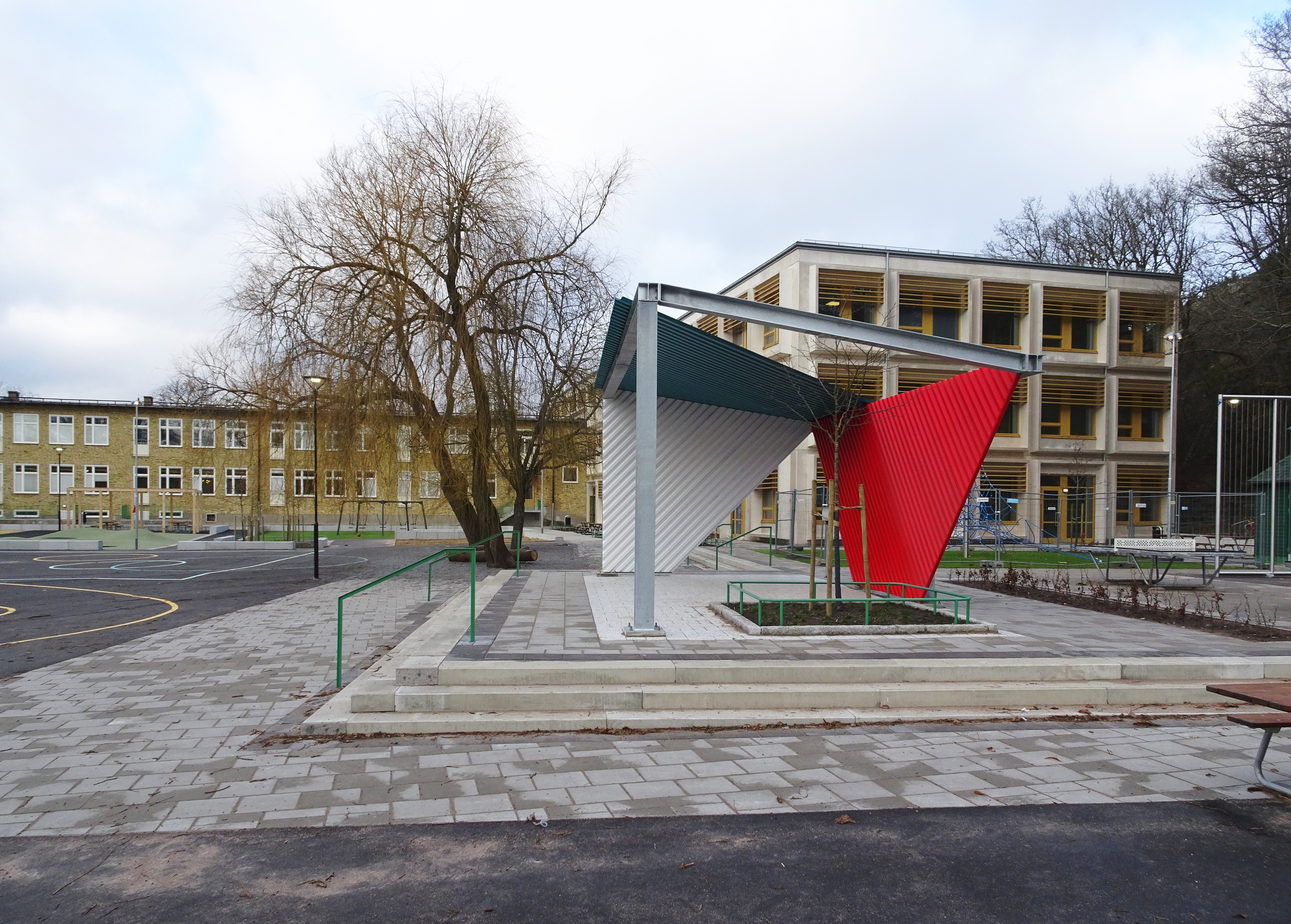
Kämpetorpsskolan, hus F och D
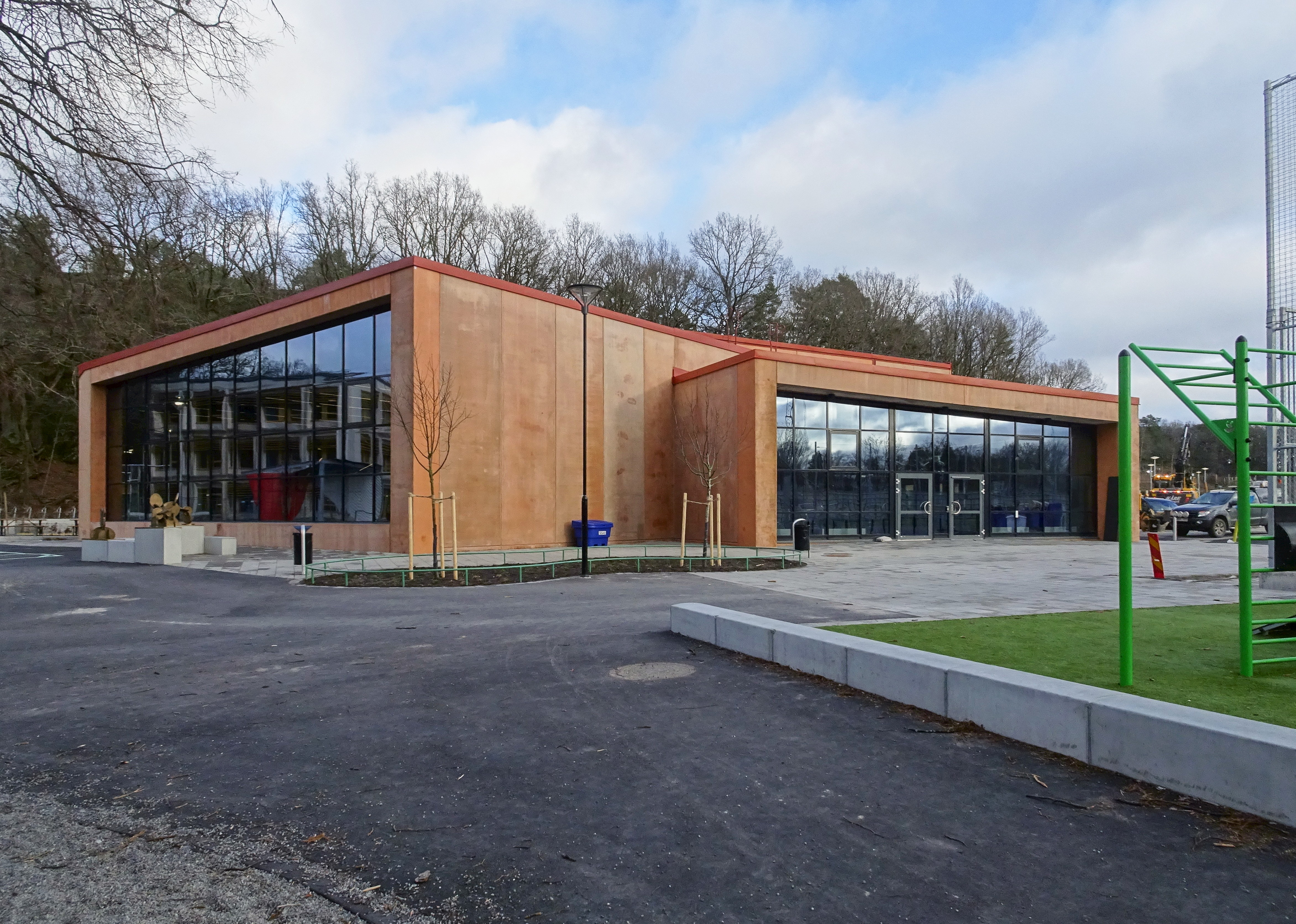
Matsalsbyggnad, hus E
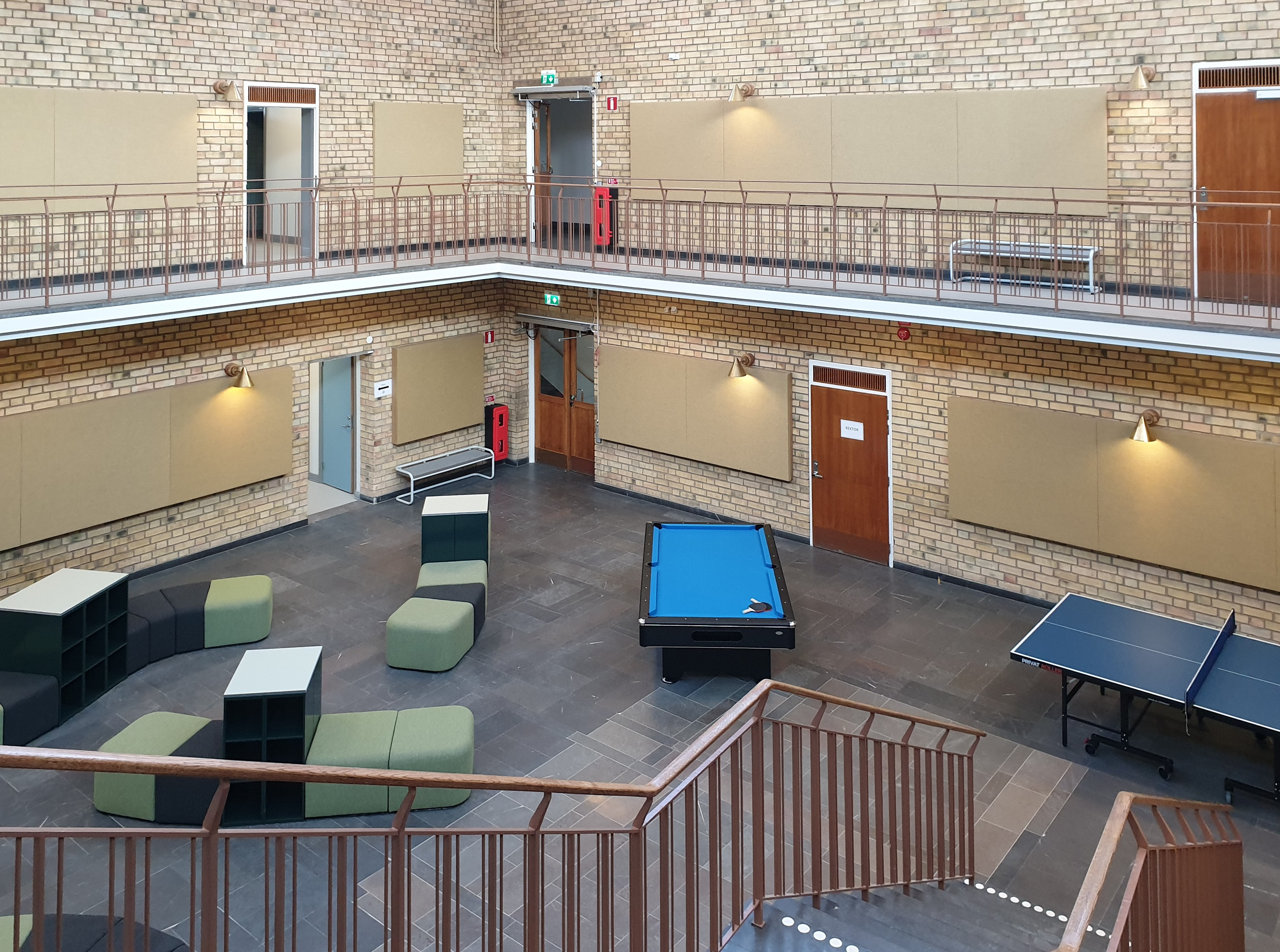
Ljushallen